# CP-809,101
CP-809,101 je lek koji deluje kao potentan i selektivan agonist  receptora. On je proizveo obećavajuće rezultate u životinjskim modelima gojaznosti i psihoze, ali isto tako uzrokuje genotoksičnost, te je njegova upotreba ograničena na naučna istraživanja.